# Etrit Berisha
Etrit Berisha (Pristina, 1989. március 10. –) albán válogatott labdarúgó, a svéd Häcken kapusa.

## Pályafutása

### Klubcsapatokban
Pályafutását a koszovói KF 2 Korriku csapatában kezdte. 2008 januárjában Svédországba igazolt, a Kalmar FF klub junior csapatában játszott. Profiként először 2010. április 28-án, az Örebro SK ellen lépett pályára, ahol 4-1-es győzelmet arattak. Első gólját a Európa-ligában a Cliftonville FC2 ellen szerezte.
2013. szeptember 2-án a Lazióhoz szerződött. 2013–14-es Európa-liga küzdelmei során az Apóllon Lemeszú ellen védett először. 2014. január 6-án debütált a Serie A-ban az Internazionale elleni 1–0-s győzelem során. A 2016-17-es idényben 1 évre kölcsönadták az Atalantának.
2019 nyarán a SPALhoz került, kezdetben kölcsönben a teljes 2019–20-as szezonra. A SPAL a sikeres szereplése után leigazolta. 2021 júliusában a Torinóhoz igazolt. 2023. augusztus 29-én az Empoli csapata szerződtette.

### A válogatottban
2012. május 27-én játszotta első mérkőzését Albánia színeiben Irán ellen. A 2016-os Eb-selejtezőn mind a nyolc meccsen szerepelt, és mindössze öt gólt kapott. Ezzel segített Albániának először kijutni az Európa-bajnokságra. A 2016-os labdarúgó-Európa-bajnokságon három csoportmeccsen játszott.

## Statisztika

### A válogatottban
| Válogatott | Év       | Mérkőzés | Gól |
| ---------- | -------- | -------- | --- |
| Albánia    | 2012     | 4        | 0   |
| Albánia    | 2013     | 10       | 0   |
| Albánia    | 2014     | 9        | 0   |
| Albánia    | 2015     | 8        | 0   |
| Albánia    | 2016     | 12       | 0   |
| Albánia    | 2017     | 5        | 0   |
| Albánia    | 2018     | 5        | 0   |
| Albánia    | 2019     | 6        | 0   |
| Albánia    | 2020     | 5        | 0   |
| Albánia    | 2021     | 6        | 0   |
| Albánia    | 2022     | 5        | 0   |
| Albánia    | 2023     | 5        | 0   |
| Albánia    | 2024     | 1        | 0   |
| Összesen   | Összesen | 81       | 0   |

## Sikerei, díjai
Kalmar
- Svéd bajnokság: 2008

### Egyéni
- A svéd bajnokság legjobb kapusa: 2013